# پیتر دانیل (بازیکن فوتبال، زاده ۱۹۴۶)
پیتر دانیل (انگلیسی: Peter Daniel؛ زادهٔ ۲۲ دسامبر ۱۹۴۶) بازیکن فوتبال اهل بریتانیا است.
از باشگاه‌هایی که در آن بازی کرده‌است می‌توان به باشگاه فوتبال دربی کانتی و باشگاه فوتبال برتون آلبیون اشاره کرد.